# Авраменко Віталій Григорович
Авраменко Віталій Григорович(3 (16) серпня 1912, село Станіслав, нині Білозерського району Херсонської області — 24 вересня 1974, Ніжин) — український режисер і актор.

## Звання
Заслужений артист УРСР 1960.

## Режисер вистав
Театр Закарпатської України, Ужгород.
- 1945 — «Сто тисяч», І. Тобилевича, «Платон Кречет», О.Корнейчука

Закарпатський державний український музично-драматичний театр, Ужгород.
- 1951 — «Паливода XVIII століття», І. Тобилевича
- 1954 — «Украдене щастя», І. Франка, «Весільна подорож», В. Диховичного, М. Слобідського-Ласкіна
- 1955 — «Дванадцята ніч», У.Шекспіра, «Модна крамниця», І.Крилова, «Паливода XVIII століття», І. Тобилевича, «Кришталеве джерело», Е. Бондарєва
- 1956 — «Любов Ані Березко», В. Пістоленка, «Кремлівські куранти», М. Погодіна, «В степах України», О. Корнічука, «Доктор філософії», Б. Нушича
- 1957 — «Роки блукань», О. Арбузова, «Про тих, хто любить», О. Антокольського, «Верховино, світку ти наш», за М. Тевельова, «Маруся Богуславка», М. Старицького, «У неділю рано зілля копала», О. Кобилянської, «Сонет Петрарки», М. Погодіна, «Вій», М.Гоголя
- 1958 — «Устим Кармелюк», М. Кропивницького, «Тиха українська ніч», Є.Купченка
- 1959 — «Маруся Богуславка», М. Старицького(поновлення вистави)

Поставив Шевченкового «Назара Стодолю» в Черкасах (1933), Запоріжжі (1939), Ніжині (1964), Новограді-Волинському (1971, режисер-консультант). У цій же п'єсі виконував роль Хоми Кичатого (1964, Ніжинський український драматичний театр імені М. Коцюбинського).